# Milesia verticalis
Milesia verticalis är en tvåvingeart som beskrevs av Enrico Adelelmo Brunetti 1923. Milesia verticalis ingår i släktet Milesia och familjen blomflugor. Inga underarter finns listade i Catalogue of Life.